# Jester Naefe
Jester-Helene Naefe (* 12. September 1924 in Wien; † 6. Juli 1967 in Geretsried) war eine deutsche Filmschauspielerin. Sie war vor allem in den 1950er-Jahren als Darstellerin aktiv.

## Leben
Naefe wurde als Tochter eines Lkw-Fahrers in Wien geboren. Im Alter von 16 Jahren ging sie nach Berlin, um eine Theaterschule zu besuchen. Bald darauf trat sie im Schauspielhaus Breslau und im Intimen Theater in Hamburg auf. Im Jahr 1948 entdeckte sie der Hamburger Theaterdirektor Rolf Meyer für den Film. Hier machte sie rasch Karriere und wirkte in insgesamt sechzehn Filmen mit. Ihre bekannteste Rolle war 1955 die der Lydia in Der Kongreß tanzt.
Naefe war zweimal verheiratet. Aus ihrer zweiten Ehe entstammten zwei Töchter, darunter die spätere Filmregisseurin Vivian Naefe. Sie lebte von 1951 bis 1953 in Rom, kehrte jedoch nach der Trennung von ihrem zweiten Mann nach Deutschland zurück und lebte in München. Im Jahr 1959 wurde bei Naefe Multiple Sklerose diagnostiziert. Sie zog sich vom Filmgeschäft und aus der Öffentlichkeit zurück und starb nach qualvollem Verlauf der Krankheit im Juli 1967. Sie wurde auf dem Friedhof Gartenberg in Geretsried beigesetzt.

## Filmografie
- 1949: Diese Nacht vergess ich nie!
- 1949: Der Bagnosträfling
- 1949: Das Fräulein und der Vagabund
- 1949: Wer bist du, den ich liebe?
- 1954: Die kleine Stadt will schlafen gehn
- 1954: Das Kreuz am Jägersteig
- 1954: Das Bekenntnis der Ina Kahr
- 1955: Sonnenschein und Wolkenbruch
- 1955: Mamitschka
- 1955: Der Kongreß tanzt
- 1955: Die spanische Fliege
- 1955: Stern von Rio
- 1955: Ihr Leibregiment
- 1956: Die goldene Brücke
- 1956: Das Liebesleben des schönen Franz
- 1956: Lumpazivagabundus
- 1957: Mädchen und Männer (La Ragazza della Salina)